# Microrregión de União da Vitória
La microrregión de União da Vitória es una de las microrregiones del estado brasileño del Paraná perteneciente a la mesorregión Sur Paranaense. Su población fue estimada en 2009 por el IBGE en 121.658 habitantes y está dividida en siete municipios. Posee un área total de 5.485,636 km².

## Municipios
- Bituruna
- Cruz Machado
- General Carneiro
- Paula Freitas
- Paulo Frontin
- Porto Vitória
- União da Vitória

- Datos: Q2197534